# Großpostwitz
Großpostwitz (amtlich Großpostwitz/O.L.), sorbisch Budestecyⓘ, ist ein Ort und die gleichnamige Gemeinde 6 km südöstlich von Bautzen in der sächsischen Oberlausitz. Sie ist Sitz der Verwaltungsgemeinschaft Großpostwitz-Obergurig.

## Geografie und Verkehr

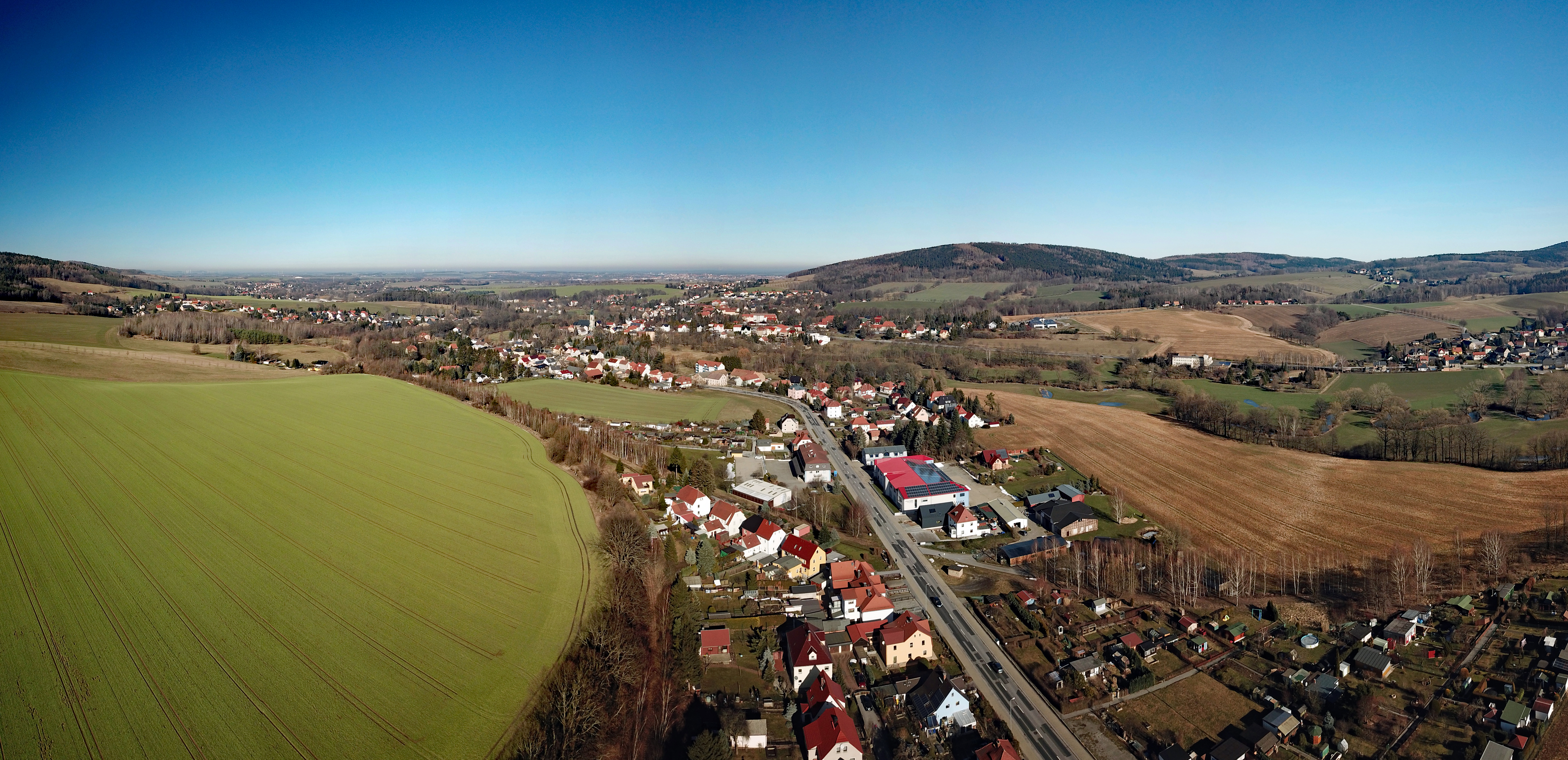
Luftbildpanorama von Großpostwitz

Großpostwitz liegt im Südosten des Landkreises Bautzen in einem waldreichen Gebiet am Rande des Oberlausitzer Berglandes. Die an der Spree und der Bundesstraße 96 liegende Gemeinde verfügte mit dem Bahnhof Großpostwitz über eine Station an der Bahnstrecke Bautzen–Bad Schandau, auf der 2004 der Reisezugbetrieb eingestellt wurde. Am Abzw Großpostwitz zweigte die ebenfalls stillgelegte Bahnstrecke Großpostwitz–Löbau ab, die (Stand 2024) ab Halbendorf/Gebirge als Radweg nach Löbau genutzt werden kann. Seit den 2020er Jahren wird der Nahverkehr nach Bautzen, Löbau sowie in die umliegenden Orte über einen zentralen Buswendeplatz in der Nähe der bisherigen Haltestelle Pilgerschänke abgewickelt. Durch Großpostwitz verläuft außerdem der Spreeradweg von Bautzen nach Neusalza-Spremberg.

### Nachbargemeinden
|           | Bautzen                                     | Kubschütz |
| Obergurig | Kompassrose, die auf Nachbargemeinden zeigt |           |
|           | Schirgiswalde-Kirschau                      | Cunewalde |

## Geschichte

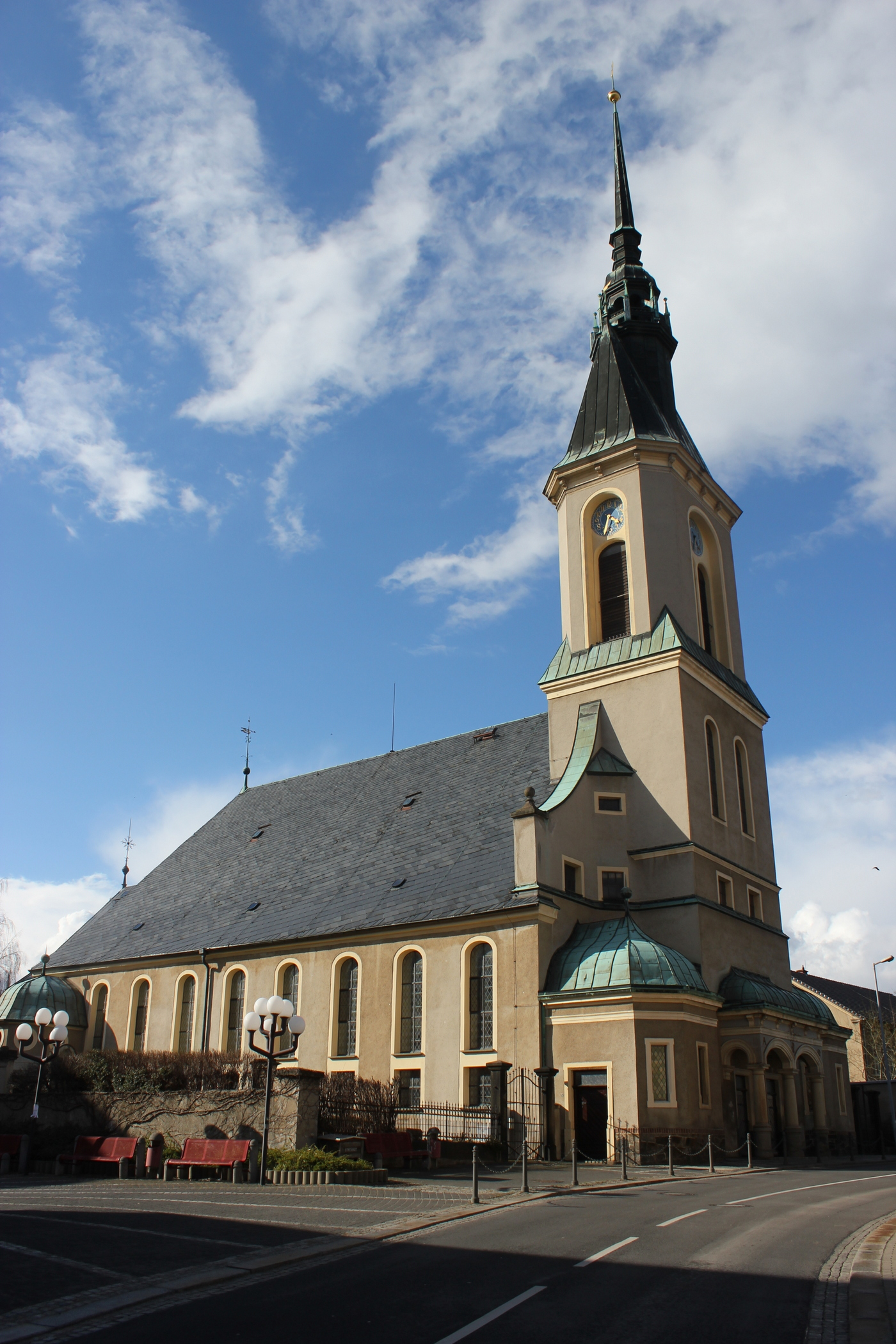
Die Großpostwitzer Kirche

Postwitz wurde erstmals im Jahr 1331 als Bostewicz urkundlich erwähnt. Der Ort entstand vermutlich wie viele andere auch aus einer slawischen Ansiedlung. Im Jahr 1807 wurde aus dem Ortsnamen Postwitz der jetzige Gemeindename Großpostwitz. Im Befreiungskrieg 1813 wurde um den Ort gekämpft, der dadurch in Mitleidenschaft gezogen wurde.
Noch in der zweiten Hälfte des 19. Jahrhunderts war Großpostwitz trotz seiner Lage an der südlichen Sprachgrenze des Sorbischen fast vollständig sorbisch. Richard Andree schrieb 1874: „Wo so gute Slawen wie in Postwitz als Geistliche gewirkt haben, da hat sich auch die Gemeinde ziemlich rein wendisch erhalten, trotzdem sie an der Sprachgrenze liegt. Der Postwitzer Bauer nimmt es den Seinigen übel, wenn sie zu sehr mit dem Deutschen prahlen oder dasselbe dem Wendischen vorziehen.“ Für seine Statistik über die sorbische Bevölkerung in der Oberlausitz ermittelte Arnošt Muka in den 1880er Jahren eine Bevölkerungszahl von 575 Einwohnern; davon waren 432 Sorben (75 %) und 143 Deutsche. Erst im Laufe des 20. Jahrhunderts ist der Gebrauch des Sorbischen in Großpostwitz und Umgebung stark zurückgegangen. So zählte Ernst Tschernik 1956 in der Gemeinde Großpostwitz mit Ortsteilen einen sorbischsprachigen Bevölkerungsanteil von nur noch 14,3 % und insgesamt 433 Sprecher. Der letzte sorbische Pfarrer der Gemeinde war Bohuměr Rejsler (deutsch Gottfried Rößler), der hier von 1947 bis zu seinem Tod im Jahr 1968 wirkte.
1877 erhielt Großpostwitz einen Bahnhof an der Bahnstrecke Bautzen–Bad Schandau. 1890 wurde die Bahnstrecke Großpostwitz–Obercunewalde eingeweiht und 1928 bis Löbau verlängert. Der Personenverkehr wurde im Jahr 2004 abbestellt, die Strecke wurde 2007 stillgelegt aber nicht abgebaut. Der Reisezugverkehr nach Löbau wurde bereits 1997 eingestellt, diese Strecke 1998 stillgelegt und 2008 abgebaut. Seit dem Jahr 2022 fungiert das ehemalige Bahnhofsgebäude als Verwaltungszentrum der Gemeinden Großpostwitz und Obergurig (siehe Verwaltungsgemeinschaft Großpostwitz-Obergurig).
Am 1. Juli 1950 wurde Ebendörfel in die Gemeinde Großpostwitz eingegliedert. Am 1. Juli 1976 wurde der Gemeindeverband Großpostwitz aus den Gemeinden Eulowitz, Rodewitz, Obergurig und Großpostwitz gebildet. Rodewitz ist heute ein Ortsteil von Schirgiswalde-Kirschau, Obergurig eine selbstständige Gemeinde, die mit Großpostwitz eine Verwaltungsgemeinschaft eingegangen ist. Am 1. Januar 1999 wurde Eulowitz in die Gemeinde Großpostwitz/O.L. eingegliedert, jedoch aufgrund des Urteils des Sächsischen Verfassungsgerichtshofs vom 5. November 1999 mit Wirkung vom 1. Januar 2000 wieder ausgegliedert. Schließlich wurde die Gemeinde am 1. Januar 2002 wieder eingemeindet, diesmal rechtmäßig.

## Gemeindegliederung
Folgende Ortsteile gehören zur Gemeinde Großpostwitz:
| - Berge (sorbisch Zahor), 61 Einwohner - Binnewitz (Bónjecy), 51 Ew. - Cosul (Kózły), 127 Ew. - Denkwitz (Dźenikecy), 53 Ew. - Ebendörfel (Bělšecy), 218 Ew. | - Eulowitz (Jiłocy), 308 Ew. - Großpostwitz (Budestecy) mit Hainitz (Hajnicy), 1.797 Ew. - Klein Kunitz (Chójnička), 23 Ew. - Mehltheuer (Lubjenc), 30 Ew. - Rascha (Rašow), 69 Ew. |

Bis auf Eulowitz gehören alle Ortsteile zum amtlichen sorbischen Siedlungsgebiet.

## Politik

### Gemeinderat
Seit der Gemeinderatswahl am 9. Juni 2024 verteilen sich die 14 Sitze des Gemeinderates folgendermaßen auf die einzelnen Gruppierungen:
| Gemeinderat ab 2024Insgesamt 14 Sitze - OLG: 10 - CDU: 4   |
| ● Offene Liste Großpostwitz (OLG): 10 Sitze ● CDU: 4 Sitze |

| Liste                     | 2024   | 2024   | 2019  | 2019 | 2014   | 2014   |
| Liste                     | Sitze  | in %   | Sitze | in % | Sitze  | in %   |
| ------------------------- | ------ | ------ | ----- | ---- | ------ | ------ |
| Offene Liste Großpostwitz | 10     | 69,1   | 9     | 53,9 | –      | –      |
| CDU                       | 4      | 28,8   | 3     | 22,4 | 10     | 56,6   |
| Grüne                     | –      | 2,1    | –     | –    | –      | –      |
| Freie Wählergemeinschaft  | –      | –      | 2     | 18,0 | 4      | 26,8   |
| Linke                     | –      | –      | –     | 5,7  | 2      | 14,5   |
| SPD                       | –      | –      | –     | –    | –      | 2,0    |
| Wahlbeteiligung           | 72,6 % | 72,6 % | 75,3  | 75,3 | 58,3 % | 58,3 % |

### Bürgermeister
Bei der Wahl am 30. September 2007 wurde Amtsinhaber Frank Lehmann mit 99,2 % der Wählerstimmen wiedergewählt. Die Wahlbeteiligung lag bei 48,7 %.
Da Lehmann sein Amt aufgrund seines Ruhestandes 2019 vorzeitig niederlegte, fand eine vorgezogene Wahl statt. Zu seinem Nachfolger wurde im zweiten Wahlgang am 16. Juni 2019 Markus Michauk (OLG) mit 66,5 % der Wählerstimmen gewählt. Die Wahlbeteiligung lag bei 57,3 %.
| Wahl | Bürgermeister  | Vorschlag | Wahlergebnis (in %) |
| ---- | -------------- | --------- | ------------------- |
| 2019 | Markus Michauk | OLG       | 66,5                |
| 2014 | Frank Lehmann  | Lehmann   | 92,9                |
| 2007 | Frank Lehmann  | Lehmann   | 99,2                |
| 1994 | Helga Koch     | CDU       | 96,2                |

### Wappen
Das Wappen zeigt den Turm der evangelischen Kirche und die Spree, die den Ortskern mit der Kirche in einem Mäander umschließt. Die Blasonierung hierzu lautet: „Gespalten von Silber und Grün; vorn ein bis an den oberen Schildrand wachsender schwarzer Kirchturm mit zwei Bogenfenstern und einem Rundfenster; hinten ein siebenbogiger silberner Wellenbalken.“

## Sehenswürdigkeiten
- Evangelische Kirche (1893 in jetzige Form umgebaut) mit etwa 60 Meter hohem Turm

## Bildung

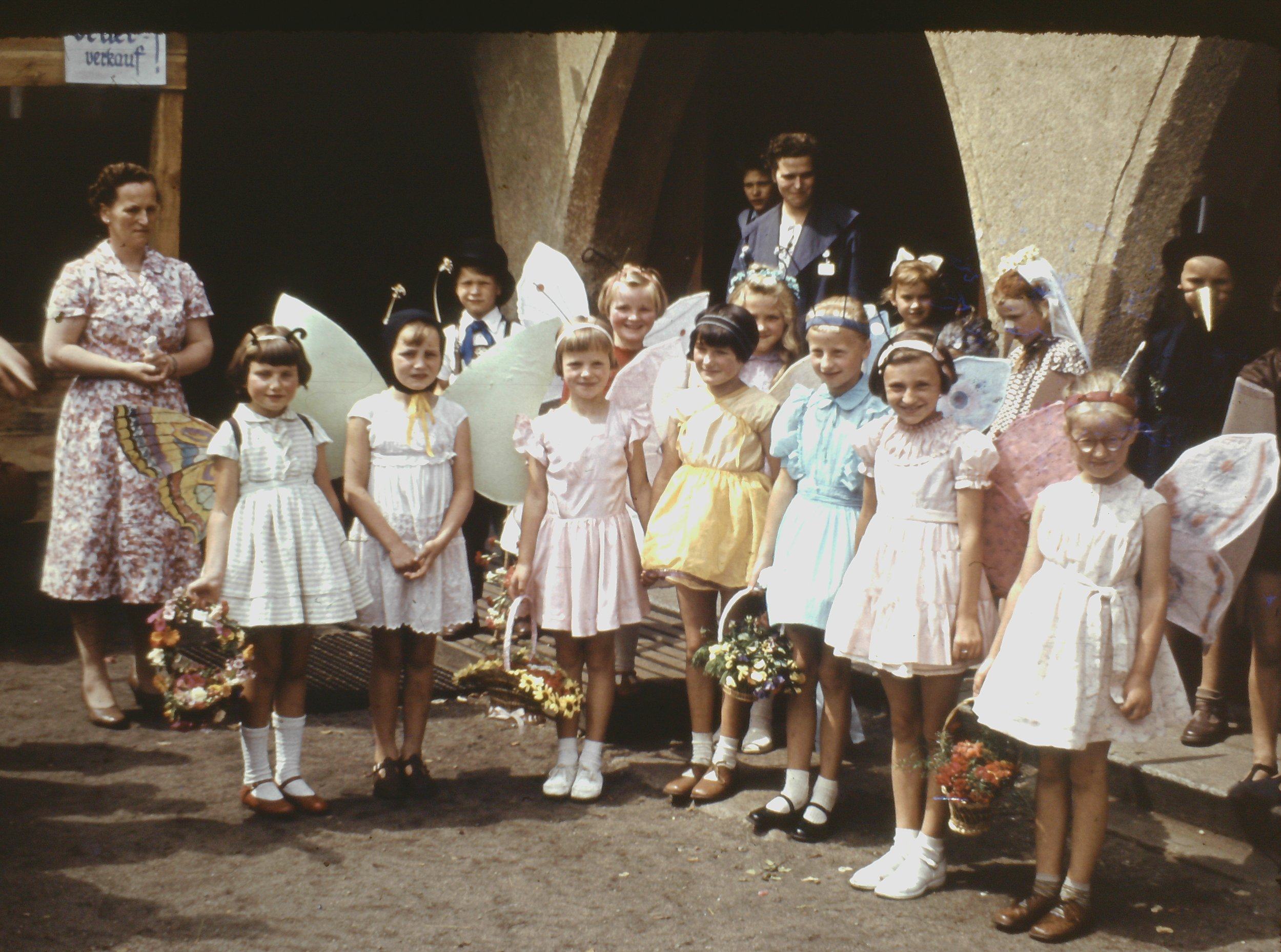
Schulfest „30 Jahre Lessingschule“, 1959

Die heutige Lessing-Grundschule wurde im Herbst 1929 eröffnet. Der Neubau der Schule war erforderlich geworden, da die im Mai 1880 eröffnete Schule den steigenden Schülerzahlen nicht mehr gewachsen war.

## Partnergemeinde
- Stadt Grünsfeld, Main-Tauber-Kreis in Baden-Württemberg

## Persönlichkeiten
- Michał Frencel (1628–1706), sorbischer Pfarrer und Bibelübersetzer
- Jan Michał Budar, er hatte den Beinamen „Wohltäter der Sorben“, hier begraben
- Michael Rostock (1821–1893), sorbischer Botaniker und Entomologe, geboren in Ebendörfel
- Korla Awgust Kocor (1822–1904), sorbischer Komponist und Kantor, geboren in Berge
- Theodor Schütze (1900–1986), Heimatforscher und Volkskundler
- Waldo Köhler (1909–1992), Maler und Grafiker
- Konrad Wagner (1930–2021), Kirchenmusiker
- Werner Hempel (1936–2012), Botaniker und Hochschullehrer
- Götz Wienold (* 1938), Linguist und Semiotiker, Professor, Schriftsteller
- Hanns Wienold (* 1944), Soziologieprofessor
- Ruprecht Polenz (* 1946), CDU-Politiker, geboren in Denkwitz